# The Old Man and the Sea (animação)
The Old Man and the Sea (em russo: Старик и море; no Brasil, O Velho e o Mar) é um filme de animação em curta-metragem russo de 1999 dirigido e escrito por Alexander Petrov, baseado no romance homônimo, de Ernest Hemingway. Venceu o Oscar de melhor curta-metragem de animação na edição de 2000.